# 鏈鋸

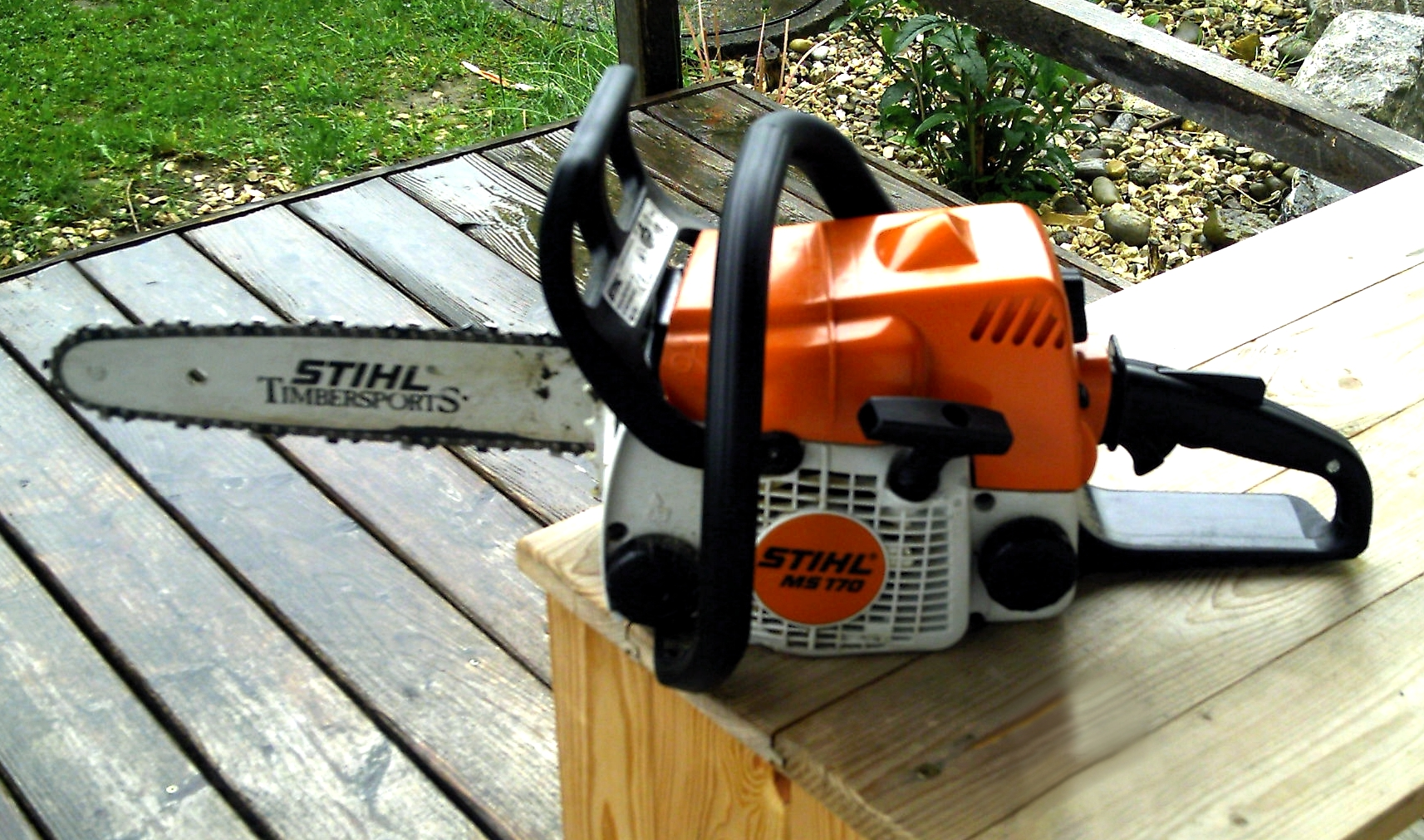
Stihl的電鋸

鏈鋸（chainsaw）也稱為電鋸、油锯，是一種可攜的機械鋸，其中包括一組在導桿上旋轉的滚子链，上面有許多的鋸齒，鏈鋸多半會用電或是小型引擎作為動力來源。
鏈鋸可以用在砍樹、分段、修枝、林火扑灭時建立防火道以及收集木柴。有些鏈鋸的導桿和滚子链有特殊的設計，可以用在鏈鋸雕刻及鏈鋸磨，也有特殊可用切割水泥塊的鏈鋸。有時也用鏈鋸來切割冰塊，例如冰雕或是芬蘭的冬泳水道。
油锯是链锯的一种，以汽油机作为动力，油锯由发动机、传动机构和锯木机构三部分组成的。油锯的发动机通过传动机构带动锯木机构进行工作。

## 历史

### 医用
其起源尚有争议，1830年左右，德国矫形外科医生Bernhard Heine制造了一种类似电锯的工具。这种工具，即截骨器，有一条链子的链接，链子上有小的切割齿，边缘设置成一个角度；通过转动链轮的手柄，链子绕着一个导向刀片移动。顾名思义，这是用来切割骨头的。
今天木材行业所熟悉的链锯的雏形，是由两位苏格兰医生John Aitken和James Jeffray在18世纪末开创的，分别用于交感神经切除术和病骨切除术。链式手锯是一种细锯齿链节，在凹面上进行切割，大约在1783-1785年发明。它在艾特肯的《助产术或产褥期医学原理》（1785）中得到了说明，并被他在解剖室中使用。杰弗瑞声称自己大约在那个时候独立构思了链锯的想法，但在1790年，他才得以将其生产出来。1806年，Jeffray出版了H.Park和P.F.Moreau的《龋齿关节切除病例》，并附有James Jeffray M.D.的观察报告，在这篇通讯中，他翻译了Moreau在1803年的论文。Park和Moreau描述了对病变关节的成功切除，特别是膝关节和肘关节。Jeffray解释说，链锯可以使伤口更小，并保护邻近的神经血管束。对大多数产科医生来说，物理切开术的并发症太多，但Jeffray的想法被接受了，特别是在麻醉剂发展之后。机械化的链锯被开发出来，但在19世纪后期，它在外科手术中被Gigli绞线锯所取代。然而，在19世纪的大部分时间里，链锯是一种有用的外科工具。

### 伐木
1905年1月17日，旧金山的Samuel J. Bens获得了最早的实用「无止境链锯」（一种由带锯齿的链节组成的锯子，并在导向架上运行）专利。1918年，加拿大磨工James Shand开发了第一台便携式链锯，并申请了专利。 1930年，他允许自己的权利失效后，他的发明被德国Festo公司在1933年进一步开发。该公司现在以Festool的名义运营，生产便携式电动工具。其他对现代电锯的重要贡献者还有约瑟夫-布福德-考克斯（Joseph Buford Cox）和安德烈亚斯-斯蒂尔（Andreas Stihl）；后者在1926年和1929年分别申请了专利并开发了用于降压场地的电动电锯和汽油动力电锯，并成立了一家公司进行批量生产。1927年，Dolmar的创始人Emil Lerp开发出世界上第一台汽油动力电锯，并进行了批量生产。
第二次世界大战中断了德国链锯对北美的供应，因此新的制造商应运而生，包括1939年的工业工程有限公司（IEL），先锋锯的前身。1939年，工业工程有限公司(IEL)成为先锋锯业的前身，同时也是北美最古老的链锯制造商Outboard Marine Corporation的一部分。
北美的McCulloch于1948年开始生产电锯。早期的型号是沉重的双人设备，带有长杆。通常，电锯非常沉重，以至于它们有像拖锯一样的轮子。其他装备则使用轮式动力装置的驱动线来驱动切割杆。
二战后，铝材和发动机设计的改进，使电锯的重量减轻到一个人就可以携带的程度。在一些地区，滑车（电锯）机组已被伐木机束机和收割机所取代。
电锯在林业中几乎完全取代了简单的人力锯。它们有许多尺寸，从用于家庭和花园的小型电锯，到大型 "伐木工人 "锯。军方工兵部队的成员都接受过使用电锯的训练，消防队员也接受过使用电锯扑救森林火灾和给建筑火灾通风的训练。
电锯磨刀机主要有三种类型--手持锉刀式、电链锯式和棒式。